# Saïda
Saïda (àrab: سعيدة Sa'īda) és una ciutat d'Algèria, capital de la província de Saïda. Està situada al nord-oest a 175 km d'Oran i 95 de Mascara (al-Muaskar) a la riba del uadi Saïda i al peu de les muntanyes Saïda o Caucas oranès, a uns 900 metres d'altitud. Disposa de nombroses fonts soterrànies. El 1987 la ciutat tenia uns 30.000 habitants i la província 200.000. La població de la ciutat el 2005 era de 158.856 habitants i el 2008 era de 160.865 habitants.
Antigament fou un fort romà i al llarg de la història fou un emplaçament estratègic. Modernament fou quarter general d'Abd el-Kader que hi va construir un fort, el qual va cremar en acostar-se els francesos del general Bugeaud (1841). Els francesos (general Lamorcière) hi van establir (1844) una posició militar una mica al nord de la fortalesa que havia construït Abd el-Kader, que fou el nucli de la moderna ciutat. El 1854 va allotjar un regiment de la Legió Estrangera. El 1862 l'arribada del ferrocarril va suposar la seva eclosió.

## Persones il·lustres
- Jean-Michel Alberola (1953-), artista nascut a Saïda
- Medeghri Ahmed, revolucionari i el primer a ocupar el càrrec de ministre de l'interior de l'Algèrie independent.